# Mateo Marić
Mateo Marić (ur. 18 marca 1998 w Mostarze) – bośniacki piłkarz pochodzenia chorwackiego występujący na pozycji pomocnika w chorwackim klubie NK Lokomotiva oraz w reprezentacji Bośni i Hercegowiny U-21.

## Kariera klubowa

### NK Široki Brijeg
W 2014 dołączył do akademii NK Široki Brijeg. Zadebiutował 21 sierpnia 2016 w meczu Premijer ligi przeciwko FK Krupa (3:1). 1 sierpnia 2017 został na stałe przesunięty do pierwszej drużyny. Pierwszą bramkę zdobył 15 maja 2018 w meczu ligowym przeciwko FK Željezničar (3:1). 12 lipca 2018 zadebiutował w kwalifikacjach do Ligi Europy w meczu przeciwko NK Domžale (2:2).

### NK Lokomotiva
21 stycznia 2021 podpisał kontrakt z klubem NK Lokomotiva. Zadebiutował 22 stycznia 2021 w meczu 1. HNL przeciwko NK Osijek (0:3).

## Kariera reprezentacyjna

### Bośnia i Hercegowina U-21
W 2019 roku otrzymał powołanie do reprezentacji Bośni i Hercegowiny U-21. Zadebiutował 4 września 2020 w meczu eliminacji do Mistrzostw Europy U-21 2021 przeciwko reprezentacji Walii U-21 (1:0).

## Statystyki

### Klubowe
(aktualne na dzień 18 września 2021)
| Klub               | Sezon              | Liga               | Liga  | Liga   | Puchar kraju | Puchar kraju | Europa | Europa | Suma  | Suma   |
| Klub               | Sezon              | Liga               | Mecze | Bramki | Mecze        | Bramki       | Mecze  | Bramki | Mecze | Bramki |
| ------------------ | ------------------ | ------------------ | ----- | ------ | ------------ | ------------ | ------ | ------ | ----- | ------ |
| NK Široki Brijeg   | 2016/17            | Premijer liga      | 3     | 0      | 0            | 0            | 0      | 0      | 3     | 0      |
| NK Široki Brijeg   | 2017/18            | Premijer liga      | 7     | 1      | 1            | 0            | 0      | 0      | 8     | 1      |
| NK Široki Brijeg   | 2018/19            | Premijer liga      | 26    | 4      | 6            | 1            | 2      | 0      | 34    | 5      |
| NK Široki Brijeg   | 2019/20            | Premijer liga      | 17    | 2      | 2            | 0            | 2      | 0      | 21    | 2      |
| NK Široki Brijeg   | 2020/21            | Premijer liga      | 19    | 1      | 1            | 0            | –      | –      | 20    | 1      |
| NK Široki Brijeg   | Ogólnie            | Ogólnie            | 72    | 8      | 10           | 1            | 4      | 0      | 86    | 9      |
| NK Lokomotiva      | 2020/21            | 1. HNL             | 19    | 0      | 0            | 0            | 0      | 0      | 19    | 0      |
| NK Lokomotiva      | 2021/22            | 1. HNL             | 6     | 0      | 0            | 0            | 0      | 0      | 6     | 0      |
| NK Lokomotiva      | Ogólnie            | Ogólnie            | 25    | 0      | 0            | 0            | 0      | 0      | 25    | 0      |
| Ogólnie w karierze | Ogólnie w karierze | Ogólnie w karierze | 97    | 8      | 10           | 1            | 4      | 0      | 111   | 9      |

### Reprezentacyjne
(aktualne na dzień 2 lutego 2021)
| Reprezentacja             | Rok     | Mecze | Bramki |
| ------------------------- | ------- | ----- | ------ |
| Bośnia i Hercegowina U-21 |         |       |        |
| 2020                      | 4       | 0     |        |
| Ogólnie                   | Ogólnie | 4     | 0      |

| Mecze i gole w reprezentacji | Mecze i gole w reprezentacji | Mecze i gole w reprezentacji | Mecze i gole w reprezentacji | Mecze i gole w reprezentacji | Mecze i gole w reprezentacji | Mecze i gole w reprezentacji | Mecze i gole w reprezentacji |
| Lp.                          | Data                         | Miejsce                      | Gospodarz                    | Gość                         | Wynik                        | Gol                          | Rozgrywki                    |
| ---------------------------- | ---------------------------- | ---------------------------- | ---------------------------- | ---------------------------- | ---------------------------- | ---------------------------- | ---------------------------- |
| 1.                           | 04.09.2020                   | Zenica                       | Bośnia i Hercegowina U-21    | Walia U-21                   | 1:0                          |                              | el. ME U-21 2021             |
| 2.                           | 08.09.2020                   | Kiszyniów                    | Mołdawia U-21                | Bośnia i Hercegowina U-21    | 1:1                          |                              | el. ME U-21 2021             |
| 3.                           | 13.10.2020                   | Fürth                        | Niemcy U-21                  | Bośnia i Hercegowina U-21    | 1:0                          |                              | el. ME U-21 2021             |
| 4.                           | 17.11.2020                   | Zenica                       | Bośnia i Hercegowina U-21    | Belgia U-21                  | 3:2                          |                              | el. ME U-21 2021             |

## Życie prywatne
Ma starszego brata Mirko (ur. 1995), który również jest piłkarzem.